# Lycosa u-album
Lycosa u-album is een spinnensoort in de taxonomische indeling van de wolfspinnen (Lycosidae).
Het dier behoort tot het geslacht Lycosa. De wetenschappelijke naam van de soort werd voor het eerst geldig gepubliceerd in 1938 door Cândido Firmino de Mello-Leitão.